# 迭戈拉米雷斯群島

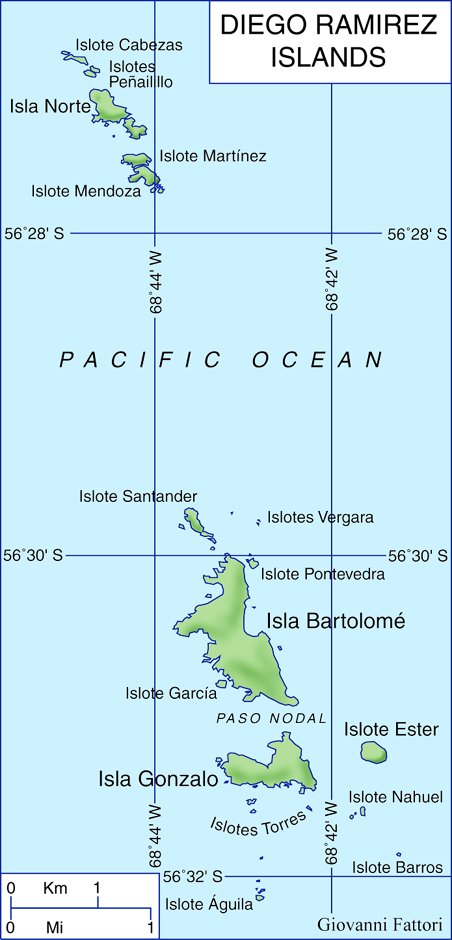

迭戈拉米雷斯群島是智利的群島，位於該國南部德雷克海峽，距離合恩角以南約100公里，行政方面由麥哲倫-智利南極大區負責管轄，每年平均降雨量1,368毫米。

## 外部連結
- Chart of the islands made by Beagle expedition

56°29′S 68°44′W / 56.483°S 68.733°W